# Blood on the Dance Floor (chanson)
 (août 2013).
Si vous disposez d'ouvrages ou d'articles de référence ou si vous connaissez des sites web de qualité traitant du thème abordé ici, merci de compléter l'article en donnant les références utiles à sa vérifiabilité et en les liant à la section « Notes et références ».
Cet article concerne la chanson de Michael Jackson. Pour l'album du même chanteur, voir Blood on the Dance Floor.
Pour les articles homonymes, voir Blood on the Dance Floor.
Singles de Michael Jackson
Stranger in Moscow
(1996) HIStory/Ghosts
(1997)
Pistes de Blood on the Dance Floor
Morphine
(2)
Blood on the Dance Floor est une chanson de Michael Jackson extraite de l'album Blood on the Dance Floor sorti en 1997.

## Composition
Inspirée par Sunset Driver, la chanson a été écrite et composée pendant l'enregistrement de l'album Dangerous (1991) avec Teddy Riley. Pour sa conception, Riley a utilisé une vieille boîte à rythme (MPC 3000) pour le « beat », et le son a été modifié pour avoir une allure pop. Le titre n’a pas figuré sur l’album car il n’était pas tout à fait terminé, des parties vocales restant à compléter. Ce n’est qu’en janvier 1997, alors qu’il venait de terminer la 1re partie de la tournée HIStory World Tour, et qu’il effectuait une pause en Suisse, que Michael Jackson a décidé de retravailler le titre au Mountain Studio de Montreux.

## Thème
La chanson parle d'une femme fatale appelée « Susie », sexy, attirante, mais mortelle. Ce thème de la « femme dangereuse » fut déjà traité par Michael Jackson dans plusieurs de ses chansons, et ce depuis Billie Jean. Une rumeur a éclaté disant que la chanson parlait du sida mais cela fut formellement démenti par la star. La chanson est dédiée dans le livret de l'album à Elton John, pour le soutien que le chanteur britannique avait apporté à Michael Jackson en lui recommandant une clinique de désintoxication anglaise en 1993 (à la fin du Dangerous World Tour), dans laquelle il avait lui-même séjourné.

## Clip
Le titre a fait l'objet d'un vidéoclip. Dans ce dernier, un poignard est jeté sur un cœur où est écrit « Susie + Me ». Derrière un rideau de perles, Michael Jackson apparaît vêtu de rouge, tel qu'il est représenté sur la pochette de l'album. Des couples se lancent dans des duos de danse, Susie elle, monte sur la table invitant Michael assis, à chanter et danser. La jeune femme danse, aguiche, mais garde son couteau près d'elle...

## Sur scène
La chanson a été introduite dans la deuxième partie du HIStory World Tour.

## Crédits
- Écrit et Composé par Michael Jackson et Teddy Riley
- Claviers et Synthétiseurs : Teddy Riley et Brad Buxer
- Arrangements : Michael Jackson et Teddy Riley
- Percussions : Teddy Riley
- Beatbox : Michael Jackson
- Programmations : Teddy Riley et Brad Buxer
- Mixage : Mick Guzauski

## Pistes
UK single #1
1. Blood on the Dance Floor – 4:12
2. Blood on the Dance Floor (TM's Switchblade Mix) – 8:39
3. Blood on the Dance Floor (Refugee Camp Mix) – 5:27
4. Blood on the Dance Floor (Fire Island Vocal Mix) – 8:57
5. Blood on the Dance Floor (Fire Island Dub) – 8:55

UK single #2
1. Blood on the Dance Floor – 4:12
2. Blood on the Dance Floor (TM's Switchblade Edit) – 8:39
3. Blood on the Dance Floor (Fire Island Radio Edit) – 8:57
4. Dangerous (Roger's Dangerous Club Mix) – 6:55

U.S. single
1. Blood on the Dance Floor – 4:12
2. Blood on the Dance Floor (TM's Switchblade Edit - long) – 4:11
3. Blood on the Dance Floor (Refugee Camp Mix) – 3:19
4. Blood on the Dance Floor (Fire Island Radio Edit) – 3:50
5. Blood on the Dance Floor (TM's Switchblade Mix - long) – 10:00
6. Dangerous (Roger's Dangerous Club Mix) – 6:55

EU single (EPC 664355 2)
1. Blood on the Dance Floor – 4:14
2. Blood on the Dance Floor (Fire Island Vocal Mix) – 8:56
3. Blood on the Dance Floor (TM's Switchblade Mix) – 8:38
4. Dangerous (Roger's Dangerous Club Mix) – 6:56

### SingleBlood on the Dance Floor
Audio (CD)
1. Blood on the Dance Floor – 4:12

Vidéoclips (DVD)
1. Blood on the Dance Floor (Official Video) – 4:17
2. Blood on the Dance Floor (Refugee Camp Mix) (Official Video) – 5:28

## Réception
Le single a atteint la 42e place du Billboard Hot 100 américain. Cette position décevante s'explique notamment par le manque de promotion du titre aux États-Unis. En revanche, le titre a atteint la première place des classements musicaux au Danemark, en Espagne, en Nouvelle-Zélande et au Royaume-Uni. Il a également rejoint le Top 10 dans plusieurs pays, comme l'Australie, l'Autriche, la Finlande, la France, l'Allemagne, les Pays-Bas, la Norvège, l'Écosse, la Suède et la Suisse.